# Gene Sheldon
Eugene Hume más conocido como Gene Sheldon (Columbus, Ohio, 1 de febrero de 1908-Los Ángeles, California, 1 de mayo de 1982) fue un actor cómico estadounidense especializado en la pantomima.
Desde joven trabajó en diversas películas y radios de los Estados Unidos. Aunque tenía una larga carrera en la actuación, su principal fama le vino durante un período de cinco años en los cuales trabajó para los estudios de Walt Disney.
En esta etapa, llevó a cabo el personaje de Bernardo, el ayudante mudo del Zorro en la serie realizada entre 1957 y 1959.

## Biografía

### Primeros años y primeros papeles
De nombre Eugene Hume en Columbus, Ohio, comenzó a actuar a una edad temprana, sirviendo como asistente de escenario a su padre, Earl, un mago. Sus tareas iniciales incluyeron actuar de niña, vistiendo apropiadamente aunque sin hablar. Sheldon también trabajó como locutor de radio a los diecisiete años, en la radio de Toledo, Ohio.
Su debut cinematográfico fue en 1934 en la película Susie's Affairs, como el tocador de banjo Slug. Al año siguiente, hizo una breve aparición al tocar el banjo en el musical Roberta, junto a un incipiente Fred Astaire y Ginger Rogers.
Sheldon apareció en la revista de Broadway Prioridades de 1942, haciendo de banjista comediante, en la que no hablaba, que usa un traje parecido al vestuario del cómico de cine mudo Harry Langdon e imitando algunos de los gestos distintivos de este.
En los años cincuenta y sesenta, la mayoría del trabajo de Sheldon fue en programas de Walt Disney. Un acto a menudo visto en episodios de Golden Horseshoe Saloon, de la antología de series de televisión de Walt Disney, fue cómo un intérprete de banjo que quedaba con los dedos atrapados en las cuerdas. Después de varios minutos, finalmente desenredaba sus dedos y tocaba un vigoroso riff con su banjo.
Sheldon apareció en un papel con voz en calidad de genio Ali en la película musical de 1945 ¿A dónde vamos desde aquí? y en la película de 1960 Toby Tyler, en la que interpreta a Sam Treat, un payaso y entrenador de animales, que es uno de los mentores y protectores de Toby. Otro de los protectores de Toby, el rudo conductor de autos Ben Cotter, fue interpretado por Henry Calvin, quien coprotagonizó El Zorro como el sargento García.
Sheldon protagonizó en 1961 la versión de Disney de la opereta de Victor Herbert Babes in Toyland, que fue lanzada durante la temporada navideña. Fue asociado una vez más con Calvin, como una especie de sucedáneo del equipo de Laurel y Hardy (Laurel y Hardy habían participado en la versión de 1934 de Babes in Toyland).

### Como Bernardo enEl Zorro
El papel más recordado de Sheldon fue Bernardo, el mudo (pero no sordo) criado de Diego en El Zorro. Según lo establecido en el primer episodio de la serie, cuando Diego de la Vega confía a Bernardo su intención de pretender ser un débil intelectual, más que un hombre de acción, Bernardo decide apoyarlo haciéndose pasar por sordo. De esta manera, Bernardo es capaz de espiar para Diego / El Zorro sin despertar sospechas. Esta caracterización, una innovación en el sordomudo Bernardo de la historia original, empleó las habilidades de pantomima de Sheldon al tiempo que integraba más el personaje a la série. Al igual que con el sargento García, por lo general Bernardo era acompañado en sus apariciones por un tema musical humorístico. Sheldon repitió el papel en cuatro nuevas aventuras del Zorro que aparecieron en la antología de series de televisión de Walt Disney en 1960-1961.

### Muerte
Sheldon murió en Tarzana, Los Ángeles, California, tras sufrir un ataque al corazón el 1 de mayo de 1982. Su cuerpo fue incinerado.

## Filmografía
- Howdy (1970)
- Jackie Gleason: American Scene Magazine (1963)
- Babes in Toyland (1961)
- El Zorro (1957-1961)
- Disneylandia (1960-1961)
- Toby Tyler, or Ten Weeks with a Circus (1960)
- 3 Ring Circus (1954)
- Golden Girl (1951)
- The Dolly Sisters (1945)
- Where Do We Go from Here? (1945)
- Lucky to Me (1939)
- Star of the Circus (1938)
- Television Talent (1937)